# Lorenzo Semple Jr.
Lorenzo Semple Jr. (New York, 27 marzo 1923 – Los Angeles, 28 marzo 2014) è stato uno sceneggiatore e drammaturgo statunitense.

## Biografia
Sceneggiatore per il cinema e la televisione, Semple è ricordato per il suo lavoro nella serie televisiva Batman e per il film omonimo del 1966 Batman. Inoltre, tra i suoi lavori più importanti, vanno ricordate le sceneggiature di Papillon, King Kong, Flash Gordon, I tre giorni del Condor e il film di James Bond Mai dire mai.

## Filmografia parziale

### Sceneggiature
- Batman, regia di Leslie H. Martinson (1966)
- Fathom: bella, intrepida e spia (Fathom), regia di Leslie H. Martinson (1967)
- Dolce veleno (Pretty Poison), regia di Noel Black (1968)
- Minuto per minuto senza respiro (Daddy's Gone A-Hunting), regia di Mark Robson (1969)
- The Sporting Club, regia di Larry Peerce (1971)
- Papillon, regia di Franklin J. Schaffner (1973)
- Due supercolt a Brooklyn (The Super Cops), regia di Gordon Parks (1974)
- Perché un assassinio (The Parallax View), regia di Alan J. Pakula (1974)
- Detective Harper: acqua alla gola (The Drowning Pool), regia di Stuart Rosenberg (1975)
- I tre giorni del Condor (Three Days of the Condor), regia di Sydney Pollack (1975)
- King Kong, regia di John Guillermin (1976)
- Uragano (Hurricane), regia di Jan Troell (1979)
- Flash Gordon, regia di Mike Hodges (1980)
- Mai dire mai (Never Say Never Again), regia di Irvin Kershner (1983)
- Sheena, regina della giungla (Sheena), regia di John Guillermin (1984)